# Portia (chi nhện)
Portia là một chi nhện trong họ Salticidae. Chi này phân bố ở châu Phi, Úc, Trung Quốc, Sri Lanka, Ấn Độ, Philippine và Việt Nam.

## Các loài
Chi này gồm các loài:
- Portia africana (Simon, 1886)
- Portia albimana (Simon, 1900)
- Portia assamensis Wanless, 1978
- Portia crassipalpis (Peckham & Peckham, 1907)
- Portia fimbriata (Doleschall, 1859)
- Portia heteroidea Xie & Yin, 1991
- Portia hoggi Żabka, 1985
- Portia jianfeng Song & Zhu, 1998
- Portia labiata (Thorell, 1887)
- Portia orientalis Murphy & Murphy, 1983
- Portia quei Żabka, 1985
- Portia schultzi Karsch, 1878
- Portia songi Tang & Yang, 1997
- Portia strandi Caporiacco, 1941
- Portia taiwanica Zhang & Li, 2005
- Portia wui Peng & Li, 2002
- Portia zhaoi Peng, Li & Chen, 2003